# نارنجی (مانگا)
نارنجی یا پرتقال (به انگلیسی: Orange) مجموعه مانگای ژاپنی به نویسندگی و تصویرگری ایچیگو تاکانو است که از ۲۰۱۲ تا ۲۰۲۲ منتشر شد و تاکنون در ۷ جلد تانکوبون گردآوری شده است.
داستان دربارهٔ یک دختر دبیرستانی به نام ناهو تاکامیا است که از ده سال آینده‌اش، نامه‌ای از خودش دریافت می‌کند و باید مراقب کاکرو ناروسه، دانش‌آموز انتقالی جدید باشد که مادرش در اولین روز مدرسه خودکشی کرده است. فیلم لایو اکشن اقتباسی با همین نام در ۱۲ دسامبر ۲۰۱۵ اکران شد و مجموعه تلویزیونی انیمه در ژوئیۀ ۲۰۱۶ نیز پخش شد.